# Котлярська сільська рада
Котлярська сільська рада — колишня адміністративно-територіальна одиниця та орган місцевого самоврядування у Попільнянському районі Білоцерківської округи, Київської й Житомирської областей Української РСР та України з адміністративним центром у с. Котлярка.

## Населені пункти
Сільській раді підпорядковані населені пункти:
- с. Котлярка

## Населення
Відповідно до результатів перепису населення СРСР, кількість населення ради, станом на 12 січня 1989 року, становила 521 особу.
Станом на 5 грудня 2001 року, відповідно до перепису населення України, кількість мешканців сільської ради становила 490 осіб.

## Склад ради
Рада складається з 12 депутатів та голови.

### Керівний склад сільської ради
| ПІБ                            | Основні відомості                                                            | Дата обрання | Дата звільнення |
| ------------------------------ | ---------------------------------------------------------------------------- | ------------ | --------------- |
| Бесарабець Валентина Дмитрівна | Сільський голова, 1959 р.н., освіта вища, член Комуністичної партії України  | 26.03.2006   | 31.10.2010      |
| Бесарабець Валентина Дмитрівна | Сільський голова, 1959 року народження, освіта вища, позапартійна            | 31.10.2010   | 11.12.2011      |
| Назарук Неля Михайлівна        | Сільський голова, 1963 р.н., освіта середня спеціальна, член Партії регіонів | 11.12.2011   |                 |

Примітка: таблиця складена за даними джерела

## Історія
Створена 1923 року в с. Котлярка Попільнянської волості Сквирського повіту Київської губернії. 7 березня 1923 року включена до складу новоствореного Попільнянського району Білоцерківської округи.
Станом на 1 вересня 1946 року та 1 січня 1972 року сільська рада входила до складу Попільнянського району Житомирської області, на обліку в раді перебувало с. Котлярка.
Припинила існування 29 грудня 2016 року через об'єднання до складу Попільнянської селищної територіальної громади Попільнянського району Житомирської області.